# Aequipecten commutatus
Aequipecten commutatus is een tweekleppigensoort uit de familie van de Pectinidae. De wetenschappelijke naam van de soort is voor het eerst geldig gepubliceerd in 1875 door Monterosato.